# Pavonia leiocarpa
Pavonia leiocarpa är en malvaväxtart som beskrevs av Ignatz Urban. Pavonia leiocarpa ingår i släktet påfågelsmalvor, och familjen malvaväxter. Inga underarter finns listade i Catalogue of Life.